# Studeneț, Horodnea
Studeneț (în ucraineană Студенець) este un sat în comuna Molojava din raionul Horodnea, regiunea Cernihiv, Ucraina.

## Demografie
Componența lingvistică a localității Studeneț
     Ucraineană (100%)
Conform recensământului din 2001, toată populația localității Studeneț era vorbitoare de ucraineană (100%).